# Zdzisław Lipski
Zdzisław Piotr Lipski (ur. 1 czerwca 1934 w Łodzi, zm. 18 października 2008, tamże) – architekt, urbanista, członek łódzkiego Oddziału SARP (od 1960), Łódzkiej Okręgowej Izby Architektów RP, Towarzystwa Architektów Polskich, Izby Urbanistów.

## Życiorys
W 1958 r. ukończył studia na Wydziale Architektury Politechniki Gdańskiej. W 1980 r. uzyskał status architekta twórcy. Wraz z Jakubem Wujkiem i Jerzym Sadowskim współtworzył biuro Miastoprojekt Łódź. W latach 1965–1967 był członkiem Zarządu Oddziału SARP w Łodzi, a w latach 1971–1974 wiceprezesem. W 1973 r. został odznaczony Srebrnym Krzyżem Zasługi. W 2003 r. został członkiem honorowym Towarzystwa Urbanistów Polskich. Był laureatem licznych konkursów urbanistycznych i architektonicznych, w tym zdobywcą I nagrody (wraz z J. Wujkiem) w konkursie na projekt koncepcyjny architektoniczno-urbanistyczny śródmiejskiego ośrodka administracyjno-usługowego „Centrum I” w Bydgoszczy (1966). W 1990 r. wraz z przyjacielem J. Wujkiem utworzył pracownią urbanistyczno-architektoniczną „Lipski i Wujek”, którą prowadzili przy ul. Gabriela Narutowicza 90/2 w Łodzi.

## Realizacje
- Pałac Młodzieży w Bydgoszczy, współautor: Jakub Wujek (1964)[4]
- Osiedle Retkinia w Łodzi, współautorzy: Jakub Wujek, Jerzy Sadowski (1968)[5]
- Osiedle Teofilów C w Łodzi, współautorzy: Jakub Wujek, Jerzy Sadowski (1967–1972)
- Osiedle Radogoszcz Wschód w Łodzi, współautorzy: Jakub Wujek, Andrzej Owczarek (1979–1988)
- kościół pw. Wniebowstąpienia Pańskiego w Łodzi, współautor: Jakub Wujek (1989–1992)
- kościół pw. Najświętszego Sakramentu w Łodzi, współautor: Jakub Wujek (1990–2000)
- Orange Plaza w Łodzi, współautor: Jakub Wujek (1999–2000)[4][1]
- budynek PZU Życie przy ul. Zamenhofa 16 w Łodzi, współautor: Jakub Wujek,
- Rejonowy Urząd Pracy przy ul. Milionowej 91, współautor: Jakub Wujek,
- bank PKO BP przy ul. Zgierskiej 223, współautor: Jakub Wujek[6].

## Wystawy
Zdzisław Lipski był współautorem wystaw:
- „Zmienność, prefabrykacja, warunki” w Biurze Wystaw Artystycznych – Ośrodek Propagandy Sztuki w Łodzi, współautorzy: K. Greger, J. Wujek, A. Owczarek, J. Sadowski (1972)
- „Krystyna Greger, Zdzisław Lipski, Jerzy Sadowski, Jakub Wujek – Projekty 1965–1972” w Zarządzie Głównym SARP-u w Warszawie (1972)
- „Architektura” w Muzeum Historii Miasta Łodzi, współautorzy: K. Greger, Z. Lipski, J. Wujek, A. Owczarek (1973)
- „Projekty 1965–1973” w Muzeum Architektury we Wrocławiu, współautorzy: K. Greger, Z. Lipski, A. Owczarek (1977)
- Wystawa projektów Pracowni Architektoniczno-Urbanistycznej „Lipski i Wujek” w Galerii Tower Building w Łodzi, współautor: J. Wujek (1999)[2]